# 高瑞和
高瑞和（1959年—），臺灣臺北人，臺北醫學大學醫學系畢業，英國倫敦大學國王學院癌症研究所博士，現任國立清華大學生命科學院暨醫學院院長、侯金堆講座教授，台中慈濟醫院癌症中心主任，中華民國癌症醫學會理事，台灣醫院協會監事，台灣醫學中心協會理事，以及國家衛生研究院分子基因醫學研究所合聘研究員。

## 生平
高瑞和畢業於臺北建國中學和臺北醫學大學醫學系。在長庚醫院實習結束後，便轉往臺南剛成立的國立成功大學附設醫院擔任內科住院醫師。高瑞和完成成大醫學院腫瘤科的專科訓練後，便在1993年前往花蓮慈濟總院去當花東地區癌症專科的前線，成為臺灣東部地區第一名血液腫瘤科醫師。曾任臺北醫學大學癌症研究中心副院長，慈濟醫學中心院長，也是臺灣東部地區第一位血液腫瘤內科專科醫生的主治醫師。在慈濟服務時，高瑞和參與了臺灣第一座骨髓捐贈資料庫的建設，並讓慈濟醫院骨髓幹細胞中心成為台灣最大、亞洲第三的骨髓資料庫。